# قسطر وريدي مركزي
في الطب: القسطار الوريدي المركزي، المعروف أيضاً بـ القسطار المركزي، أو الوريد الخطي الرئيس، أو القسطار الوريد الوصولي المركزي: وهو القسطار الذي يوضع بداخل الأوردة الكبيرة. القسطار يمكن أن يوضع بداخل الأوردة الموجودة بالرقبة (الوريد الوداجي الغائر)، أيضاً في الصدر  (وريد أسفل الترقوة أو الوريد الإبطي)، والمغبن من خلال الوريد الفخذي، أو من خلال الأوردة التي تكون في الأذرع (المعروف أيضاً بـ القسطارالمركزي المدخل طرفياً), يستخدم لتنظيم الأدوية والسوائل التي لا يمكن أخذها عن طريق الفم، أو التي يمكن أن تتسبب في أذاً للأوردة الطرفية الصغيرة، وأيضا يستخدم للحصول على اختبارات الدم الخاصة بتحديد تشبع الوريد المركزي بالأوكسجين، وقياس ضغط الوريد المركزي.

## الاستخدام الطبي

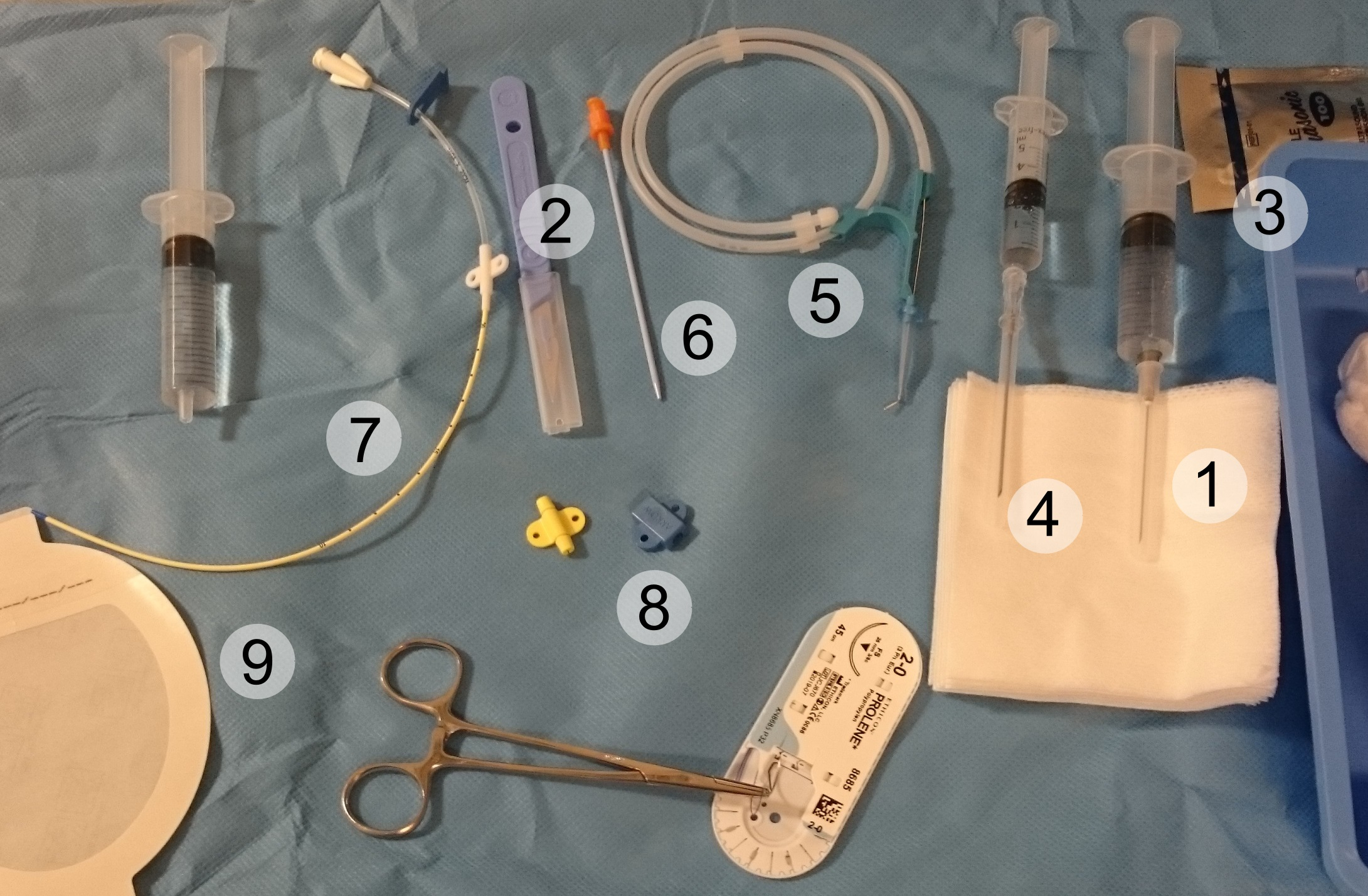
- أدوات القسطرة المركزية بالترتيب من حيث الاستخدام؛
1. محقنة مع تخدير موضعي.
2.مشرط في حالة قطع الوريد.
3. دهان هلامي معقم لأجل التعامل مع الموجات فوق صوتية.
4.إبرة إدخال مع محقن بمحلول ملحي لتحديد ما إذا كان هناك إرجاع للدم في الوريد مع عملية الإدخال.
5. أنبوب موجه.
6.موسع الأنسجة.
7.قسطار مستقر.
8.أدواة ربط.
9.ضمادة.

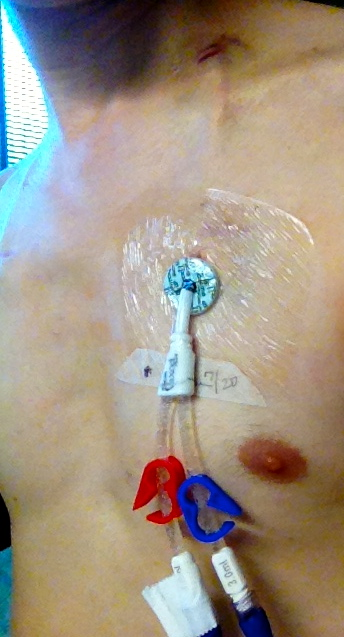
قسطار ديال ثنائي التجويف مدخل في جسد شخص من الجانب الأيسر، الندبة على الرقبة تشير إلى نقطة الدخول إلى الوريد الوداجي

الأسباب لاستخدام القسطار الوريدي المركزي (القسطار) تتضمن: 
- المضادات الحيوية الوريدية المزمنة.
- التغذية الجانبية المزمنة خاصةً للأشخاص ذوي الأمراض المزمنة.
- الأدوية المزمنة لعلاج الألآم.
- العلاج الكيمائي.
- الأدوية الأكثر عرضة للتسبب في التهاب وريدي في الأوردة الطرفية (كالمواد الكاوية)، مثل:
  - كلوريد الكالسيوم.
  - العلاج الكيمائي.
  - المحاليل الملحية. 
  - كلوريد البوتاسيوم. 
  - أميودارون.
  - المؤثرات على الأوردة مثل: (الأدرنالين، الدوبامين).
- فصادة البلازما.
- تجميع خلايا الدم الجذعية الطرفية.
- الديال
- سحوبات الدم المتكررة.
- الحاجة المستمرة للوصول إلى الوريد المركزي.
- الحاجة للعلاج الوريدي عندما لا يمكن التعامل مع الأوردة الطرفية:
  - لنقل الدم
  - لإعطاءالأدوية.
  - لتعويض الجفاف.
- مراقبة الضغط الوريدي المركزي لتنظيم السوائل للمرضى.

القسطار المركزي غالباً يبقى في مكانه أكثر من غيره من الأجهزة، خاصة عندما يكون السبب لاستخدامها مزمن مثل: التغذية الطرفية الكلية للمصابين بالأمراض المزمنة. للأعراض السابقة، قسطرة هيكمان (Hickman line)، القسطار المركزي المدخل طرفياً، أو القسطار البوبابي يمكن أن تأخذ بعين الاعتبار بسبب أن احتمالية العدوى الناتجة منها ضئيلة. الأساليب المعقمة مهمة جداً في هذا الموضوع، بسبب أن القسطار قد يكون سبب في دخول عامل مسبب للمرض. أيضاً، القسطار نفسه قد يكون هو نفسه حامل للعدوى مثل باكتيريا المكورة العنقودية الذهبية، والمخثرة-السالبة المكورة العنقودية.

## المضاعفات
إدخال القسطار المركزي قد يسبب بعض المضاعفات. ولذا فإن الفوائد المتوقعة من استخدامها لابد لها أن تتفوق على المخاطر من هذه التعقيدات. 

### الاسترواح الصدري
استرواح الصدر للقسطارات الموضوعة بالصدر. الحادثة متوقع أن تكون أعلى مع قسطرة أوردة ما تحت الترقوة. في حالة قسطرة الوريد الوداجي خطورة الإصابة بالاسترواح الصدري تقل عن طريق استخدام الموجات الفوق صوتية. للممارسين ذوي الخبرة الإكلينيكية الحالات المسجلة بالإصابة بالاستراح الصدري حوالي 1.5/3.1%. معهد التفوق السريري الوطني والعديد من المراكز الصحية يوصون باستخدام الاشعة فوق الصوتية للحد من المضاعفات. 

### عدوى مجرى الدم
جميع القسطارات بإمكانها أن تتسبب بعدوى بكتيرية داخل مجرى الدم، لكن القسطارات الوريدية المركزية غالباً ما تعرف بالتسبب في البكتيريا المكورة العنقودية الذهبية والمكورة العنقودية ما تحت الجلد. مشكلة عدوى مجرى الدم المصاحبة للقسطار أصبحت في محط الأنظار في الفترة الأخيرة. إنها تسبب زيادة في مدى انتشار المرض والوفيات، وتزيد من تكلفة الرعاية الصحية. عبر التاريخ بعض حالات عدوى القسطار الوريدي المركزي اعتبرت كحالات خطورة مقبولة لوضع القسطار الوريدي المركزي. بغض النظر، العمل الجبار من بيتر برونوفيست في مستشفى جون هوبكنز بين عكس هذا المنظور تماماً. منذ عام 2003 إلى 2006، وكالة أبحاث العناية الصحية والجودة وفرت 300.000 دولار سنوياً لتمويل البرنامج الشامل للسلامة المبنية على الفرد مما ساعد على تقليل حالات العدوى المصاحبة لمجرى الدم في مستشفيات ولايات ميشيغان الأمريكية. بحلول عام 2012، هذا المشروع أصبح مشروع عالمي بتمويل قدرة 20 مليون دولار. علاوة على ذلك، معهد تطوير العناية الصحية قام بعمل مهول لتطوير انتباه المستشفيات إلى حالات العدوى المصاحبة لمجرى الدم، وهم يعملون على تقليل حالات المضاعفات التي قد تحصل في مستشفيات الولايات المتحدة. معهد تطوير العناية الصحية قام بتوضيح طريقة غسل لليدين للمارس الصحي، وأيضاً طريقة لتعقيم المريض من خلال تعقيم مكان العملية، وعن طريق المتابعة اليومية للقسطار الوريدي المركزي للتقليل من معدلات العدوى المصاحبة لمجرى الدم.
الوكالة العالمية لسلامة المرضى تتطلب مستندات الفحص الخاصة بحالات إدخال القسطار الوريدي المركزي وأيضا حالات السلامة من العدوى الوريدية. بعض الكتب اقترحت استخدام وسائل آمنة لإدخال القسطار، مثل إدخال القسطار من خلال العظم عندما لا تكون هناك حاجة للدخول إلى الوريد المركزي. في بادئ ظُن أن حالات العدوى أقل في الوريد الوداجي، لكن هذا الانخفاض لوحظ فقط على المرضى المصابين بالسمنة.
 في حالة الاشتباه بعدوى في القسطار، تؤخذ عينتي دم إحداهما من القسطار والأخرى من أي وريد آخر، ، ويتم عمل زراعة دم لهما في طبق آجار(blood agar)، إذا نمت البكتيريا من العينة المأخوذة من الوريد المركزي بشكل أسرع من العينة الأخرى (فرق يزيد عن ساعتين)، فإن الوريد المركزي مصاب في الغالب. زراعة الدم الكمية أكثر دقة ولكنها لا تستخدم بشكل واسع. 
بشكل عام، تستعمل المضادات الحيوية و نادرا ما نضطر إلى ازالة القسطار. العدوى الناتجة عن تجرثم الدم بالبكتيريا المكورة العنقودية الذهبية تستلزم إزالة القسطار واستخدام المضادات الحيوية. وفي حالة إزالة القسطار دون إعطاء مضادٍ حيوي 38% من الحالات تصاب بالتهاب الشغاف.
في الدليل الإرشادي الطبي، مراكز مكافحة الأمراض واتقائها الأمريكية تنصح بعدم زرع الدم الروتيني خلال إزالة القسطار، وكما ينصحون بعدة إرشادات أخرى لتجنب عدوى القسطار المركزي.
ولتجنب العدوى ينصح بتنظيف مكان إدخال القسطار، محلول البوفيدون-ايودين يستعمل عادةً للتنظيف، ولكن كلوروهيكسيدين يظهر أنه ضعف فعالية الايودين. التغيير الروتيني للقسطار لا يخلق أي فرق في تجنب العدوى.

### التخثر
القسطرة الوريدية المركزية تعتبر عامل خطورة قد يساعد في إنشاء الخثرة (خثرة وريدية]] [[#cite_note-RosendaalReitsma-13|[13])، شاملًا الخثار الوريدي العميق للطرف العلوي. ويعتقد بأن ذلك ناتج عن تفعيل سلسلة التخثر في الدم عبر تجريح الوريد أثناء القسطرة. وتزود الخطورة في حالة مريض السرطان إذ أن السرطان عامل خطورة يسبب تخثر الدم أيضاً. مضادات التخثر مثل الهيبارين و الفوندابارينكس تقلل خطر الإصابة بالخثار، خصوصًا الخثار الوريدي العميق، في مريض السرطان. بالإضافة إلى أن بعض الدراسات أظهرت أن الاستخدام قصير المدى للقسطار الوريدي المركزي في وريد تحت الترقوة أقل احتمالاً أن يصاحبه تخثر للدم  من القسطار الوريدي المركزي الموضع في الوريد الفخذي في المريض الغير مصاب بالسرطان.

### الإدخال الخاطئ للقسطار
الإدخال الخاطئ للقسطارالوريدي المركزي أكثر انتشارًا إذا كان التشريح الداخلي للمريض مختلف نظرًا لإصابة أو عملية سابقة.
قد يتم إدخال القسطار الوريدي المركزي في شريان بدلًا من وريد عن طريق الخطأ على سبيل المثال الشريان السباتي أو الشريان الفقري عندما يراد إدخال القسطار في الرقبة أو الشريان الفخذي في حالة القسطار المدخل من المغبن . وهذا الخطأ يمكن اكتشافه بسهولة عن طريق أنبوب يقيس ضغط القسطار(ضغط الدم في الشريان يكون أعلى من الوريد). بالإضافة إلى ذلك، إرسال عينة دم لقياس الحموضة، نسبة الدم، وثاني اكسيد الكربون، قد يظهر خصائص الشريان(الدم الشرياني يكون أعلى في الخصائص السابقة من الدم الوريدي). 
خلال قسطرة اوردة ما تحت الترقوة، المقسطر قد يدفع بالخطأ إلى الأوردة المحيطة بالرقبة على نفس الجهة بدلاً من الجزء العلوي من الوريد الأجوف.صورة سينية للصدر تؤخذ بعد إدخال القسطار لإبعاد احتمالية خروج القسطار عن مكانة. أيضاً يمكن لرأس القسطار أن يوجه خطأً إلى الجزء الأخر من الجسد، الأوردة ما أسفل الترقوة في الرقبة، بدلاً من التعامل مع الجزء العلوي من الوريد الأجوف.  

### مضاعفات أخرى
نادراً، كميات قليلة من الهواء تضخ خلال الوريد نتيجة للضغط الصدري الداخلي السالب وكيفية الإدخال. أجهزة الأدخال المجهزة بالصمامات قد تقلل من هذه الخطورة. الانصمام الهوائي هو نتيجة لفقاعات الهواء التي تعيق الأوردة الدموية. الانصمام الهوائي هو تعقيد نادر وهو ذو علاقة بإزالة القسطار الوريدي المركزي. خطر حدوث انصمام هوائي بالإمكان ان يقلل عن طريق الإزالة السليمة للقسطار الوريدي المركزي مع وضعية ترندلينبورغ. 
احتمالية حدوث نزيف داخلي وورم دموي في الوريد الوداجي أكثر منها في بقية الأوردة.
في بعض الحالات النادرة يمكن أن يلتحم الوريد بالشريان بعد أن يتضرر من إدخال القسطار. استخدام الأشعة فوق الصوتية يمكن أن يمنع هذه الحالة.

## الإدخال
قبل الإدخال يتم معاينة المريض أولاً عن طريق مراجعة نتائج المختبرات والدلائل المتعلقة بمكان وضع القسطار الوريدي المركزي، للحد من مخاطر العملية. بعد ذلك، يتم تنظيف منطقة الجلد المراد الإدخال من خلالها. للضرورة فقط يتم عمل تخدير موضعي. لتحديد مكان الوريد يتم استخدام جهاز موجات فوق صوتية صغير أو من خلال التعرف على معالم الوريد وحدوده. يتم إدخال إبرة مجوفة من خلال الجلد إلى أن يتم شفط الدم. لون الدم ومعدل تدفقه يساعد على تميزه عن الدم الشرياني (في حالة ثقب شريان عن طريق الخطأ). في الوقت الحالي، في أمريكا الشمالية وأوروبا استخدام الموجات فوق الصوتية يعتبر الطريقة المثلى والذهبية للوصول للوريد المركزي والتعرف عليه مع التقليل من التعرف عليه من خلال معالمه وحدوده. أثبتت الأدلة الحديثة أن استخدام الموجات فوق الصوتية من أجل قسطرة الوريد تحت التروقي يقود إلى التقليل من الأحداث الغير مرغوب فيها.
بعد ذلك يتم إدخال القسطار عن طريق استخدام تقنية سيلدنجر: يمر أنبوب موجه رفيع من خلال الإبرة وبعد ذلك يتم إخراج الإبرة. ربما يستخدم جهاز موسع يمر فوق الأنبوب الموجه من أجل توسيع المجرى. أخيراً يمر القسطار بنفسه من فوق الأنبوب الموجه الذي يتم إخراجه بعد ذلك. تشفط جميع تجاويف القسطار (من أجل التأكد بأنه تم وضعها داخل الوريد) ويتم مسحها بممحلول ملحي أو هيبارين. عادةً يتم عمل أشعة سينية للصدر بعد العملية للتأكد بأن القسطار موضوع بداخل الوريد الأجوف العلوي وبأنه لم يحدث استرواح صدري من دون قصد. يمكن استخدام أنظمة وضع الأوعية الدموية للتأكد من وضع الطرف أثناء الإدخال. 

## الأنواع
يوجد أنواع متعددة للقسطار الوريدي المركزي. 

### القسطار الأنبوبي ضد القسطار غير الأنبوبي.
يتم وضع القسطار الغير أنبوبي في مكان الإدخال بحيث يكون القسطار وملحقاته بارزة بشكل مباشر. من الأمثلة على القسطار الغير الأنبوبي قسطار كوينتن.
يمر القسطار الأنبوبي من تحت الجلد من خلال موضع الإدخال إلى مخرج منفصل. يظهر القسطار وملحقاته من تحت الجلد. عادةً مكان الخروج يكون من الصدر مما يؤدي لجعل منافذ الوصول أقل وضوحاً من القسطار الذي يبرز مباشرةً من الرقبة. تمرير القسطار من تحت الجلد يساعد على منع الإصابة بالعدوى ويساعد على الثبات. من الأمثلة على القسطار الأنبوبي قسطار هيك مان وقسطار قروشونق.

### البوباء المزروع
البوباء مشابهه للقسطار الأنبوبي لكنه يترك بالكامل تحت الجلد. يتم حقن الأدوية من خلال الجلد إلى القسطار، بعض من البوباءات المزروعة تحتوي على حافظة صغيرة يمكن إعادة ملئها بنفس الطريقة، وبعد أن يتم ملؤها بالأدوية تحرر الحافظات وبشكل بطيء محتواها في مجرى الدم. البوباء المزروع أقل وضوحاً من القسطار الأنبوبي ويحتاج إلى القليل من العناية اليومية، كما إنها تؤثر على النشاطات اليومية للشخص بشكل أقل من القسطار الأنبوبي والقسطار المركزي المدخل طرفياً. البوباء المزروعة جراحياً تكون موضعة تحت التروقة (الحفرة تحت التروقة) بحيث يكون القسطار مربوط للقلب (الأذين الأيمن) من خلال وريدٍ كبير. عندما يزرع البوباء يتم الوصول إليه عن طريق إبر غير حافرة من خلال الجلد. ربما يحتاج الممارس الصحي للتخدير الموضعي قبل الوصول للبوباء. يمكن استخدام البوباء من أجل الأدوية أو العلاج الكيمايائي أو الدم. بما أن البوباء موضوعة بالكامل تحت الجلد فيمكن المحافظة عليها بشكل أسهل ونسبة الإصابة بعدوى تكون أقل مقارنةً بالقسطار الوريدي المركزي والقسطار المركزي المدخل طرفياً. 
تستخدم البوباء عادةً فقط في المرضى الذين يحتاجون إلى الوصول للوريد بشكل أحياني خلال فترة علاج طويلة. بما أنه يجب الوصول للبوباء عن طريق استخدام الإبر فإنه يتم استخدام قسطار يحتوي على وصلة خارجية وخصوصاً للمرضى الذين يحتاجون للوصول إليه بشكل متكرر. 

### القسطار المركزي المدخل طرفياً
القسطار المركزي المدخل طرفياً هو قسطار وريدي مركزي يتم إدخاله إلى وريد في الذراع (عن طريق الأوردة الباسليقية أو الأوردة الرأسية) بدلاً من أوردة الصدر والرقبة، يتم وضع طرف القسطار في الوريد الأجوف العلوي.

### الوصف التقني
بالاعتماد على استخدامه يكون القسطار إما أحادي التجويف أو ثنائي التجويف أو ثلاثي التجويف ويعتمد على العدد الفعليلتجاويف القسطار في تصنيفه (1 أو 2 أو 3 بالتعاقب). بعض أنواع القسطار يمكن أن تكون رباعية التجويف أو خماسية التجويف اعتماداً على سبب استخدامها.
يتم تثبيت القسطار في مكانه عن طريق ضمادة لاصقة أو غرزة أو كباسة والتي تغطى بضمادة إطباقية. غسل القسطار باستخدام محلول ملحي والهيبارين بشكل مستمر يبقيه مفتوحاً ويمنع تخثر الدم. لا يوجد دليل قطعي يثبت أن الهيبارين أفضل من المحلول الملحي في منع تخثر الدم. بعض الأنواع المحددة من القسطار تكون مشربة بالمضدات الحيوية ومواد تحتوي على الفضة (و خصوصاً سلفاديازين الفضة) و/أو كلوروهيكسادين من أجل التقليل من فرص الإصابة بالعدوى. 
قسطار هيك مان يعتبر من أنواع القسطار التي تستخدم على المدى الطويل، ويتطلب ملقاطاً للتأكد من أن الصمام مغلق، وتشمل هذه الأنواع أيضاً على قسطار قروشونق الذي يحتوي على صمام يفتح عندما يتم سحب أو حقن السوائل ويغلق عندما لا يستخدم.

## وصلات خارجية
Central Venous Catheter Placement & Pulmonary Artery Catheter - Vìdeo Dailymotion (without ultrasound guidance)